# حمض نتروزيل الكبريتيك
حمض نتروزيل الكبريتيك هو مركب كيميائي صيغته HNO5S، والتي يمكن كتابتها على الشكل NOHSO4، ويمكن أن يعزل على شكل بلورات صفراء اللون.
يمكن أن يصنف هذا المركب على أنه ناتج تكاثف حمضي النتروز والكبريتيك.

## التحضير
يحضر المركب من إذابة نتريت الصوديوم في حمض الكبريتيك على البارد؛ كما يمكن أن تتم عملية التحضير من تفاعل حمض النتريك مع ثنائي أكسيد الكبريت.
{\displaystyle \mathrm {HNO_{2}+\ H_{2}SO_{4}\longrightarrow \ NOHSO_{4}+\ H_{2}O} }
{\displaystyle \mathrm {SO_{2}+\ HNO_{3}\longrightarrow \ NOHSO_{4}} }
كان هذا المركب ينتج سابقاً ضمن عملية غرف الرصاص لتحضير حمض الكبريتيك.

## الخواص
يمكن أن يعزل حمض نتروزيل الكبريتيك على شكل بلورات صفراء اللون، وهي تتفكك عند التماس مع الماء، لكنها تذوب في محلول من حمض الكبريتيك 40%.

## الاستخدامات
يستخدم حمض نتروزيل الكبريتيك أثناء عملية إنتاج الكابرولاكتام، وهو يستخدم في الكيمياء العضوية في تفاعلات إضافة النتروزيل (Nitrosylation) وفي تحضير مركبات الديازونيوم (الديأزة)، وبكونه من المؤكسدات.